# West Region (Singapur)
Die West Region (oder West) ist eine der fünf Regionen des Stadtstaates Singapur. Sie hatte 2019 921.340 Einwohner (nur ansässige Einwohner). Die Region ist flächenmäßig die größte der Regionen des Landes. Jurong East (Teil von Jurong) ist das regionale Zentrum der Region. Insgesamt gliedert sie sich in 11 Planungsgebiete und das Western Water Catchment.
Mit einer Gesamtfläche von 201,3 km² liegt sie an der westlichen Ecke der Insel Singapur und grenzt im Norden und Osten an die Region North, im Südosten an die Region Central und im Westen an die Straße von Johor. Sie liegt damit relativ weit weg von der Innenstadt. Die Region besteht zum größten Teil aus Wohngebiet und etablierten Industriegebieten. 

## Planungsgebiete
- Boon Lay
- Bukit Batok
- Bukit Panjang
- Choa Chu Kang
- Clementi
- Jurong East
- Jurong West
- Pioneer
- Tengah
- Tuas
- Western Islands
- Western Water Catchment

## Wirtschaft
In der Region West befindet sich ein Großteil der Schwerindustrie Singapurs, hauptsächlich der petrochemischen Industrie mit internationalen Öl- und Gas- und Chemieunternehmen wie Lanxess, Afton Chemical, BASF, BP, Celanese, Evonik, ExxonMobil, DuPont, Mitsui Chemicals und Chevron, Royal Dutch Shell, Singapore Petroleum Company und Sumitomo Chemical auf Jurong Island und Pulau Bukom. Erdöl wird von hier aus importiert, verarbeitet und dann in andere Länder Asiens exportiert. Der Komplex erwirtschaftet allein etwa 5 % des Bruttoinlandsprodukt Singapurs und ist eine der drei größten Exportraffinerien der Welt mit der siebtgrößten Erdölraffinerie der Welt.
In Zukunft soll in der Region ein zweiter Central Business District entstehen, welcher direkt an der bis 2031 geplanten Hochgeschwindigkeitsbahnstrecke Kuala-Lumpur-Singapur liegen soll.

## Bildung
In der Region befinden sich mehrere bedeutende Bildungseinrichtungen. Darunter auch die National University of Singapore, die Ngee Ann Polytechnic, die Singapore Polytechnic, die ITE College West, die Nanyang Technological University und die Singapore University of Social Sciences.

## Galerie

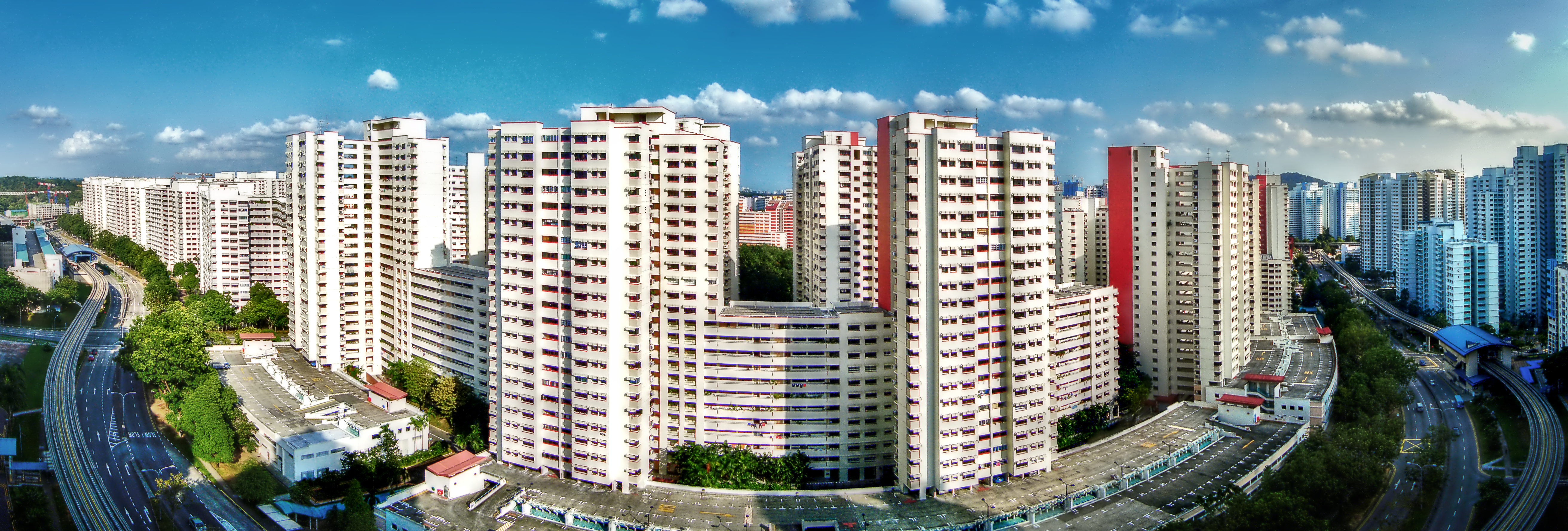
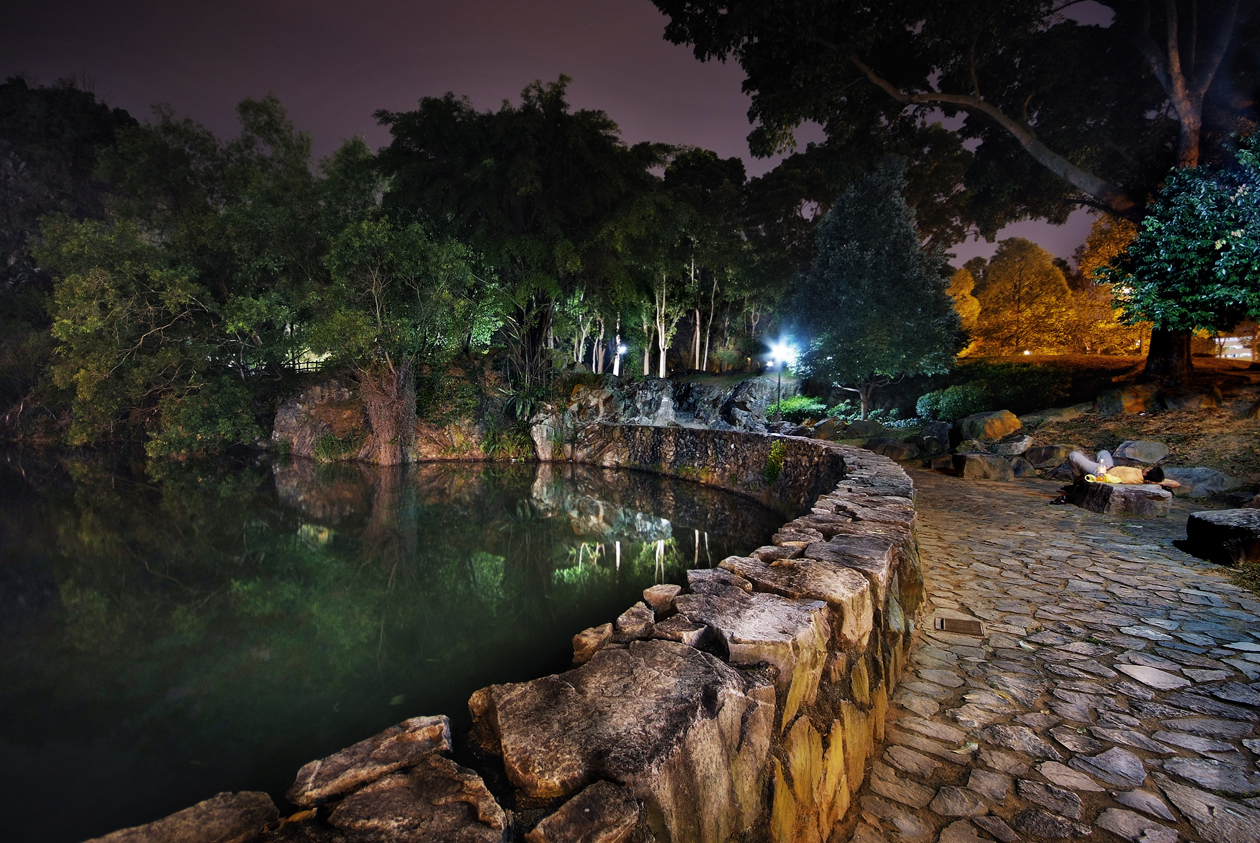
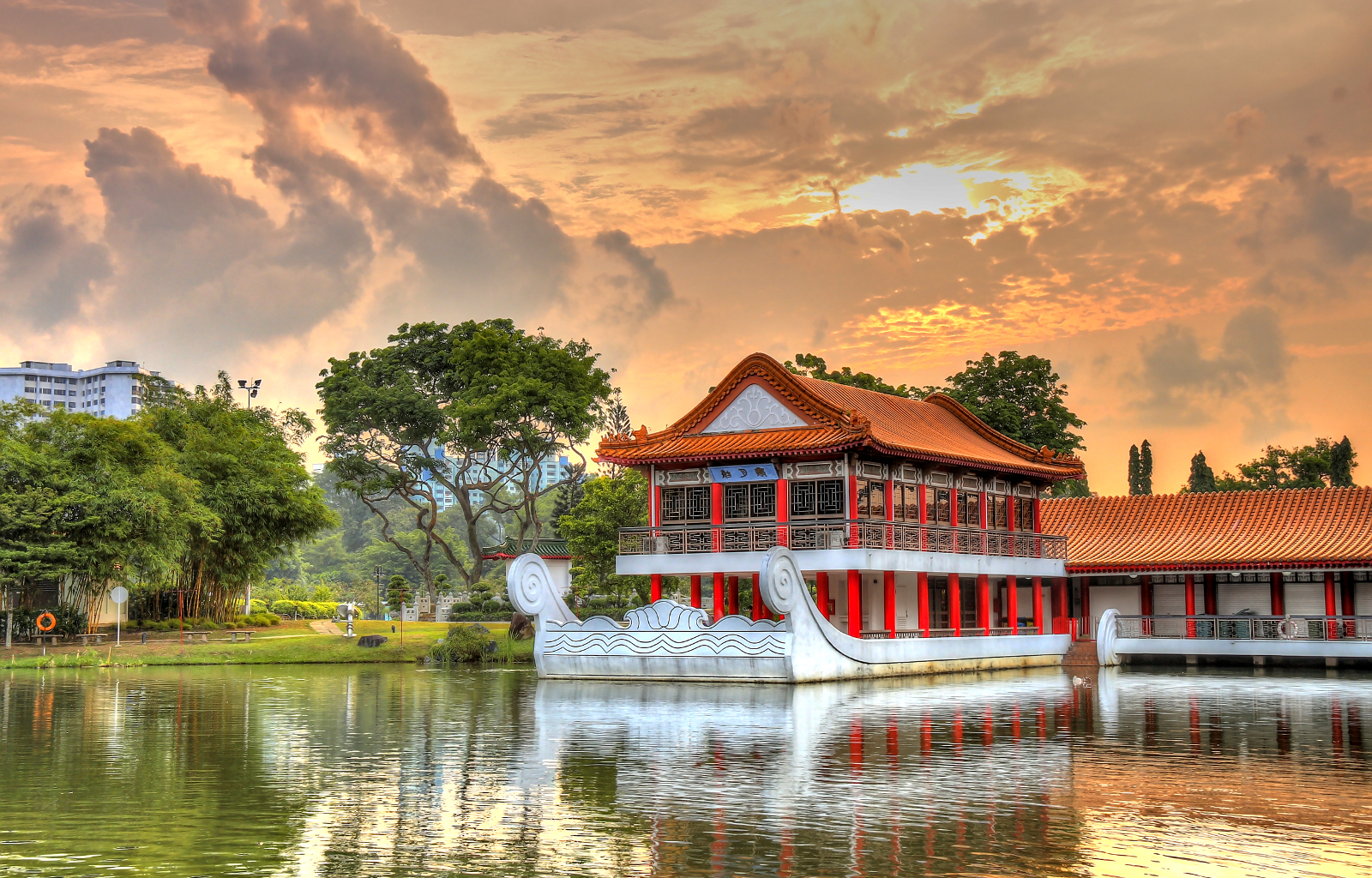
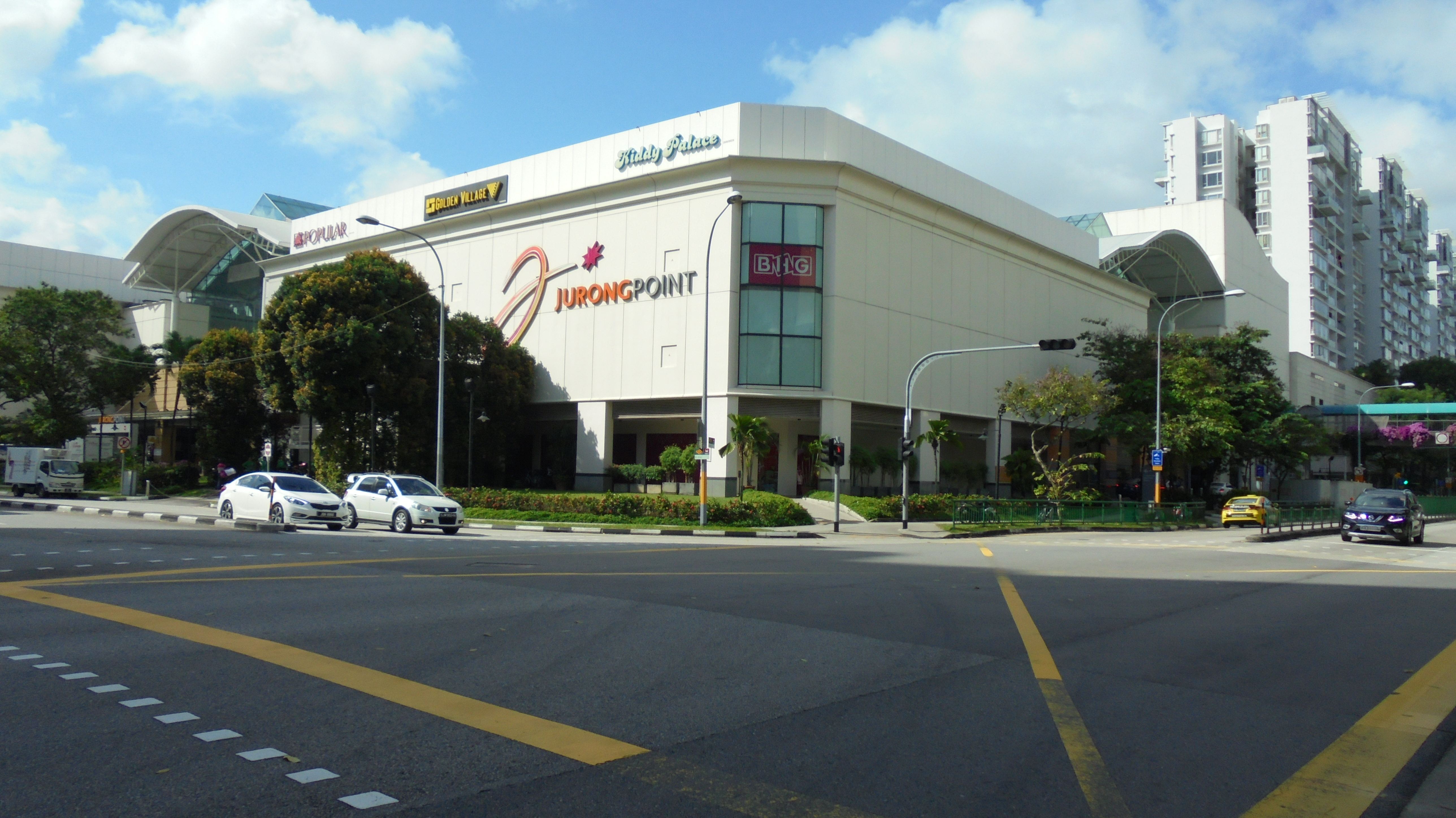
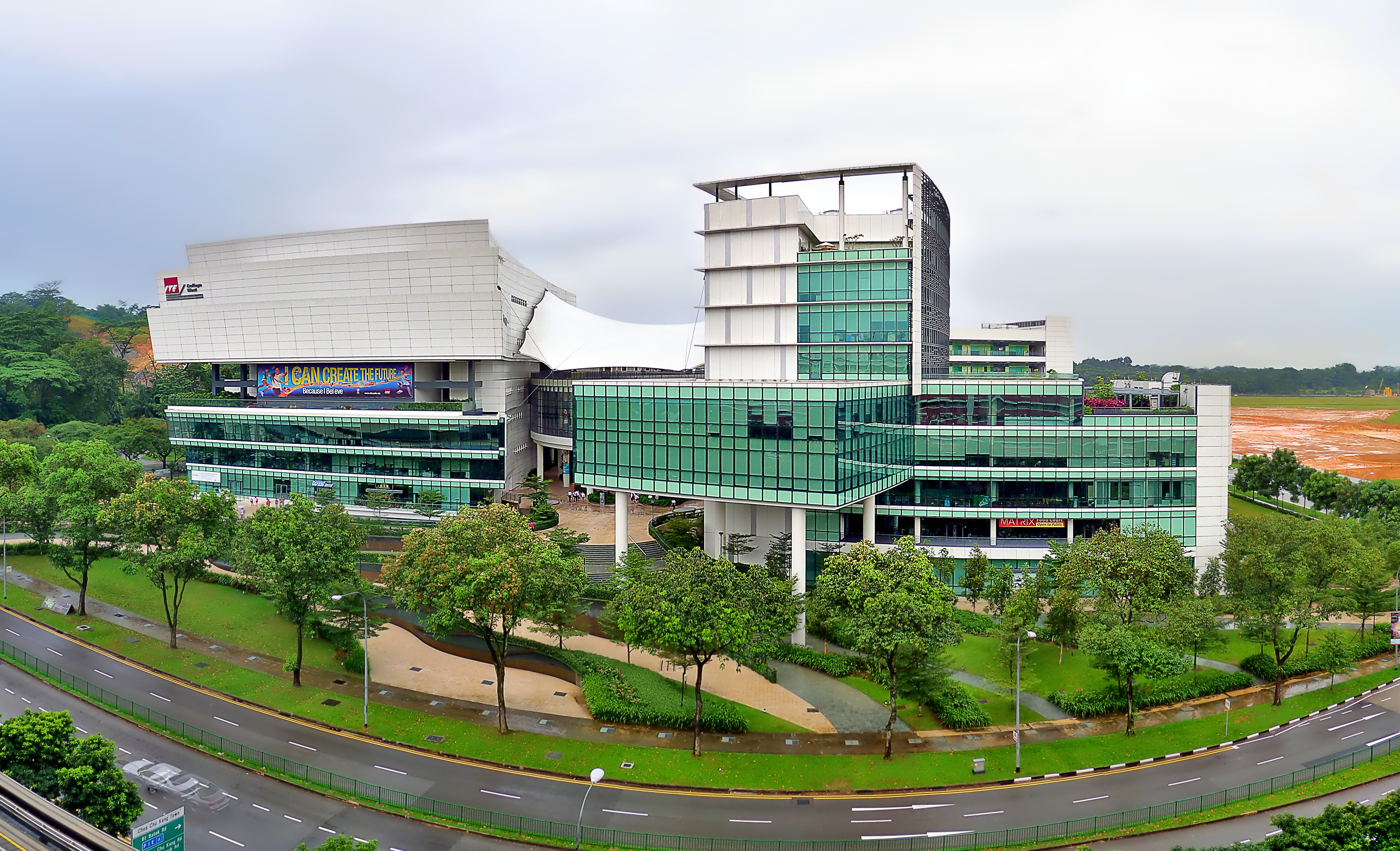